# Bohola
Bohola (iriska: Both Chomhla) är en ort i republiken Irland.   Den ligger i grevskapet Maigh Eo och provinsen Connacht, i den nordvästra delen av landet, 190 km väster om huvudstaden Dublin. Bohola ligger 44 meter över havet och antalet invånare är 170.
Terrängen runt Bohola är huvudsakligen platt, men söderut är den kuperad. Runt Bohola är det ganska glesbefolkat, med 22 invånare per kvadratkilometer. Närmaste större samhälle är Castlebar, 17,0 km väster om Bohola. Trakten runt Bohola består i huvudsak av gräsmarker.